# Moneasa
Moneasa – wieś w Rumunii, w okręgu Arad, w gminie Moneasa. W 2011 roku liczyła 636 mieszkańców. 